# Notopleura macropodantha
Notopleura macropodantha är en måreväxtart som först beskrevs av Paul Carpenter Standley, och fick sitt nu gällande namn av Charlotte M. Taylor. Notopleura macropodantha ingår i släktet Notopleura och familjen måreväxter. Inga underarter finns listade i Catalogue of Life.